# ويليام بي لينوار
ويليام بي لينوار (بالإنجليزية: William B. Lenoir) (و. 1939 – 2010 م) هو رائد فضاء من الولايات المتحدة الأمريكية . ولد في ميامي، فلوريدا .
توفي في مقاطعة ساندوفال (نيومكسيكو) .

## ريادة الفضاء
شارك في المهمات الفضائية:
- STS-5.

## التعليم
تعلم في معهد ماساتشوست للتكنولوجيا